# Карловчић
Карловчић је насеље у општини Пећинци, у Сремском округу, у Србији. Према попису из 2022. било је 998 становника.
Овде се налазе Комплекс зграда са окућницом (Карловчић) и Српска православна црква Светог Николе у Карловчићу.

## Демографија
У насељу Карловчић живи 988 пунолетних становника, а просечна старост становништва износи 40,5 година (40,2 код мушкараца и 40,8 код жена). У насељу има 398 домаћинстава, а просечан број чланова по домаћинству је 3,12.
Ово насеље је углавном насељено Србима (према попису из 2002. године), а у последња три пописа, примећен је пораст у броју становника.
|  |

| Демографија | Демографија | Демографија |
| Година      | Становника  | Становника  |
| ----------- | ----------- | ----------- |
| 1948.       | 1.470       |             |
| 1953.       | 1.467       |             |
| 1961.       | 1.412       |             |
| 1971.       | 1.147       |             |
| 1981.       | 1.103       |             |
| 1991.       | 1.224       | 1.216       |
| 2002.       | 1.243       | 1.259       |
| 2011.       | 1.034       |             |

| Етнички састав према попису из 2002.‍ | Етнички састав према попису из 2002.‍ | Етнички састав према попису из 2002.‍ | Етнички састав према попису из 2002.‍ | Етнички састав према попису из 2002.‍ |
| ------------------------------------ | ------------------------------------ | ------------------------------------ | ------------------------------------ | ------------------------------------ |
|                                      |                                      |                                      |                                      |                                      |
| Срби                                 | Срби                                 |                                      | 1.112                                | 89,46%                               |
| Роми                                 | Роми                                 |                                      | 26                                   | 2,09%                                |
| Југословени                          | Југословени                          |                                      | 10                                   | 0,80%                                |
| Хрвати                               | Хрвати                               |                                      | 2                                    | 0,16%                                |
| Словенци                             | Словенци                             |                                      | 1                                    | 0,08%                                |
| Словаци                              | Словаци                              |                                      | 1                                    | 0,08%                                |
| Руси                                 | Руси                                 |                                      | 1                                    | 0,08%                                |
| Македонци                            | Македонци                            |                                      | 1                                    | 0,08%                                |
| Бугари                               | Бугари                               |                                      | 1                                    | 0,08%                                |
| непознато                            | непознато                            |                                      | 77                                   | 6,19%                                |

| Година пописа     | 1948. | 1953. | 1961. | 1971. | 1981. | 1991. | 2002. |
| ----------------- | ----- | ----- | ----- | ----- | ----- | ----- | ----- |
| Број домаћинстава | 329   | 358   | 369   | 345   | 360   | 381   | 398   |

| Број чланова      | 1  | 2  | 3  | 4  | 5  | 6  | 7  | 8 | 9 | 10 и више | Просек |
| ----------------- | -- | -- | -- | -- | -- | -- | -- | - | - | --------- | ------ |
| Број домаћинстава | 78 | 91 | 76 | 67 | 45 | 26 | 14 | 1 | 0 | 0         | 3,12   |

| Пол    | Укупно | Неожењен/Неудата | Ожењен/Удата | Удовац/Удовица | Разведен/Разведена | Непознато |
| ------ | ------ | ---------------- | ------------ | -------------- | ------------------ | --------- |
| Мушки  | 508    | 143              | 320          | 32             | 7                  | 6         |
| Женски | 531    | 111              | 325          | 81             | 10                 | 4         |
| УКУПНО | 1.039  | 254              | 645          | 113            | 17                 | 10        |

| Пол    | Укупно                    | Пољопривреда, лов и шумарство | Рибарство                            | Вађење руде и камена | Прерађивачка индустрија       |
| ------ | ------------------------- | ----------------------------- | ------------------------------------ | -------------------- | ----------------------------- |
| Мушки  | 270                       | 105                           | 0                                    | 0                    | 66                            |
| Женски | 167                       | 50                            | 0                                    | 0                    | 26                            |
| УКУПНО | 437                       | 155                           | 0                                    | 0                    | 92                            |
| Пол    | Производња и снабдевање   | Грађевинарство                | Трговина                             | Хотели и ресторани   | Саобраћај, складиштење и везе |
| Мушки  | 3                         | 19                            | 23                                   | 1                    | 18                            |
| Женски | 0                         | 3                             | 23                                   | 1                    | 4                             |
| УКУПНО | 3                         | 22                            | 46                                   | 2                    | 22                            |
| Пол    | Финансијско посредовање   | Некретнине                    | Државна управа и одбрана             | Образовање           | Здравствени и социјални рад   |
| Мушки  | 0                         | 5                             | 6                                    | 4                    | 9                             |
| Женски | 2                         | 7                             | 3                                    | 13                   | 29                            |
| УКУПНО | 2                         | 12                            | 9                                    | 17                   | 38                            |
| Пол    | Остале услужне активности | Приватна домаћинства          | Екстериторијалне организације и тела | Непознато            | Непознато                     |
| Мушки  | 2                         | 0                             | 0                                    | 9                    | 9                             |
| Женски | 4                         | 0                             | 0                                    | 2                    | 2                             |
| УКУПНО | 6                         | 0                             | 0                                    | 11                   | 11                            |

## Галерија
- Основна школа „Душан Јерковић Уча“
- Поглед на село
- Поглед на село
- Црква Св. Оца Николаја
- Поглед на село
- Зграда месне канцеларије
- Споменик настрадалим мештанима у НОБ-у (1941-1945)